# Giovanni Maria Barbieri
Giovanni Maria Barbieri (Modène, 1519 - Modène, 1574) était un philologue italien. C'est grâce à lui que les deux derniers manuscrits en langue vulgaire sicilienne ont pu être conservés. Il a également participé au développement de la philologie romane.

## Biographie
Giovanni Maria Barbieri naquit en 1519 à Modène. Il apprit dans sa première jeunesse les éléments du latin et du grec, et plus tard se perfectionna dans ces deux langues, sous la direction de François Portus qui venait d’ouvrir une école à Modène. Ses études terminées, il accompagna le comte Louis Pic de la Mirandole à la cour de France, où il demeura près de huit ans et étudia le français et le provençal.
De retour à Modène, il fut élu chancelier de la ville. Il mit en ordre les archives, en dressa lui-même un inventaire exact, et rédigea sur les pièces qu’il avait choisies une chronique du Modénois qu’il a laissée manuscrite. Barbieri mourut d’une rétention d’urine, le 9 mars 1574. Il comptait au nombre de ses amis Giovan Battista Pigna, Lodovico Castelvetro et beaucoup d’autres érudits distingués.

## Œuvres
- La guerra d'Attila flagello di Dio Tratta dello Archivo de i Prencipi D'Esti, Ferrare, 1568, in-4°. C’est la traduction abrégée d’un poème écrit en langue franco-vénitienne par Nicolò da Casola. L’édition de 1568, que l’on vient de citer, est aussi rare que recherchée. Il en existe une seconde, Venise, 1564, in-8°.

Dans la Raccolta di Rime di diversi, par Dionigi Atanagi on trouve, t. 1er, p. 52, une pièce de Barbieri : Canzone in lode della reina di Francia moglie di Francesco II. Barbieri a laissé un grand nombre d’ouvrages manuscrits sur lesquels on peut consulter la notice exacte et détaillée que lui a consacrée Girolamo Tiraboschi dans sa Bibliotheca Modenese, t. 1, p. 158-169. Tiraboschi a depuis fait imprimer l’ouvrage de Barbieri : Origine della poesia rimata, Modène, 1790, in-4°, qu’il enrichit de notes et d’additions très-importantes.

## Œuvre
- (it) Giovanni Maria Barbieri, Dell'Origine della poesia rimata, Modena, Presso la Società tipografica, 1790, 187 p., In-4° (BNF 30055577)

## Source de la traduction
- (it) Cet article est partiellement ou en totalité issu de l’article de Wikipédia en italien intitulé « Giovanni Maria Barbieri » (voir la liste des auteurs).